# Nieuw-Vlaamse Alliantie
Nieuw-Vlaamse Alliantie (Ny-Flamske Alliance, N-VA) er et flamsk centrum-højreparti i Belgien under ledelse af Bart De Wever.

## Historie
N-VA blev stiftet efteråret 2001, efter at det brede centrum-orienterede flamske selvstændighedsparti Volksunie blev opdelt efter en urafstemning. Ca. halvdelen af Volksunie fulgte med formanden Geert Bourgeois over i N-VA. Venstrefløjen fra Volksunie under Bert Anciaux blev til det socialliberale Spirit, der senere blev til VlaamsProgressieven (Vl.Pro) og Sociaal-Liberale Partij (SLP), men i 2009 fusionerede med det grønne parti Groen.
I 2003 fik N-VA 3,1 % af stemmerne og én plads i parlamentet. I 2004 indgik partiet valgteknisk samarbejde med de flamske kristendemokrater, CD&V, og opnåede fremgang ved parlamentsvalget i juni 2007 da N-VA fik fem mandater i andetkammeret og to i senatet. N-VA brød med samarbejdet i 2008, da CD&V-regeringslederen Yves Leterme ikke kunne holde løftet om at opdele den ulovlige valgkreds Bryssel-Halle-Vilvoorde, som i årevis har været det store stridspunkt i belgisk politik.
Ved valget i 2010 fik N-VA 27 pladser i andetkammeret og blev dermed det største parti. Det var første gang i belgisk politik at et valgresultat ikke blev domineret af de traditionelle partier (kristendemokrater, socialister og liberale).
Partiets formand Bart De Wever blev efter valget den 13. juni 2010 udpeget til forhandlingsleder. Han ventes at forsøge at danne en bred regering, muligvis med den fransktalende socialist Elio Di Rupo som premierminister. N-VA ønsker blandt andet uddelegering af de økonomiske opgaver, skatte- og socialsystemet til delstaterne. En reform af den belgiske stat vurderes nu som mulig i de belgiske medier, i modsætning til det fastlåste klima før valget i juni 2010.

## Politik
N-VA's ideologi er konservatisme, pacifistisk, moderat flamsk-nationalistisk og pro-europæisk. Det arbejder for en fredelig opløsning af Belgien som langsigtet mål, men ønsker i første omgang at den belgiske føderative stat bliver til en konføderation med mere selvstyre for de to dele, Flandern og Vallonien. På den måde skal den belgiske stats opgaver efterhånden uddelegeres dels til Flandern og Vallonien, dels til det europæiske niveau.

## Valgresultater
| Valgår | Antal stemmer | % stemmer | Pladser | Bemærkning            |
| ------ | ------------- | --------- | ------- | --------------------- |
| 2003   | 201.399       | 3,1%      | 1       |                       |
| 2007   | 1.234.950     | 18,51%    | 30      | Valgalliance med CD&V |
| 2010   | 1.135.617     | 17,40%    | 27      |                       |

| Valgår | Antal stemmer | % stemmer | Pladser | Bemærkning            |
| ------ | ------------- | --------- | ------- | --------------------- |
| 2003   | 200.273       | 3,1%      | 0       |                       |
| 2007   | 1.287.389     | 19,42%    | 9       | Valgalliance med CD&V |
| 2010   | 1.268.894     | 31,69%    | 9       |                       |

| Valgår | Antal stemmer | % stemmer | Pladser | Bemærkning |
| ------ | ------------- | --------- | ------- | ---------- |
| 2009   | 402.545       | 6,13%     | 1       |            |

| Valgår | Antal stemmer | % stemmer | Pladser | Bemærkning            |
| ------ | ------------- | --------- | ------- | --------------------- |
| 2004   | 1.060.580     | 26,1%     | 35      | Valgalliance med CD&V |
| 2009   | 537.040       | 13,06%    | 16      |                       |

## Weblinks
- New-Flemish Alliance Arkiveret 22. maj 2010 hos  Wayback Machine, information på engelsk